# Konkurs Miss Plus Size
Konkurs Miss Plus Size – rodzaj konkursu piękności dla kobiet noszących odzież o rozmiarze 40+, organizowany od 2012 roku na portalu kobietapuszysta.pl. Konkurs przebiega w całości w sposób internetowy. Podobne konkursy odbywają się na całym świecie. W Polsce pomysł jest promowany przez program telewizyjny Supermodelka Plus Size, nadawany przez Polsat.

## Udział
Konkurs rozpoczyna się na początku roku kalendarzowego, jest to czas w którym kandydatki zgłaszają chęć uczestnictwa, ich kandydatury są weryfikowane i publikowane wraz z galerią zdjęć. Kandydatka we wpisie opisuje siebie, swoją historię oraz odpowiada na pytanie: "Dlaczego to ja mam zostać Miss Plus Size?". Konkurs kończy się 15 grudnia każdego roku. Wtedy policzone zostają głosy czytelników, które wyłaniają nową Miss. Jej tytuł ważny jest przez kolejny rok kalendarzowy. 
Konkurs Miss Plus Size kierowany jest do kobiet puszystych, noszących odzież od rozmiaru 40, bez górnej granicy. W konkursie poza rozmiarem i płcią nie ma innych ograniczeń. Udział mogą brać osoby w każdym wieku, każdej narodowości i z każdego zakątka kraju. Co ważne konkurs nie dyskryminuje kandydatek ze względu na wzrost jak ma to miejsce w standardowych konkursach Miss. Waga również nie jest brana pod uwagę ze względu na różnice we wzroście, który możne mocno zróżnicować wagę uczestniczek. Udział w konkursie jest dobrowolny, w każdym momencie można zrezygnować z dalszego udziału w zabawie.

## Dodatkowe tytuły
Poza Miss – Jury nagradza także inne kandydatki, które wyróżniają się we wcześniej określonych kategoriach. Komisja wybiera:
- Vice- Miss Plus Size
- Miss Pięknego uśmiechu
- Miss Foto
- Miss Pogody Ducha
- Miss Samoakceptacji

## Zwyciężczynie poprzednich edycji
Od 2014 roku w konkursie nie jest wybierana Miss Sukcesu. Z edycji na edycję zmieniano reguły, wiele tytułów zostało tymczasowo wycofanych lub nie wybrano na nie kandydatek.
| Rok  | Miss Plus Size       | Miss Czytelników     | Vice- Miss                            | Miss Foto            | Miss Pięknego Uśmiechu | Miss Pogody Ducha    | Miss Samoakceptacji                  | Miss Sukcesu w rozmiarze Plus/ Sajzerka roku |
| ---- | -------------------- | -------------------- | ------------------------------------- | -------------------- | ---------------------- | -------------------- | ------------------------------------ | -------------------------------------------- |
| 2012 | Anna Grochowska      | Joanna Rogalska      | Monika Drąg Barbara Gniadek-Słowińska | Agnieszka Sosadzin   | Marzena Dąbek          | Danuta Dziedzic      | Magdalena Anna Mikler                | Marzena Dudzińska                            |
| 2013 | Katarzyna Kowalczyk  | Malwina Kudlewska    | –                                     | Patrycja Łątka       | –                      | –                    | –                                    | Agnieszka Kownacka                           |
| 2014 | Patrycja Doruch      | Katarzyna Szymkowiak | –                                     | –                    | –                      | –                    | –                                    | –                                            |
| 2015 | Agnieszka Osińska    | –                    | –                                     | –                    | –                      | –                    | –                                    | –                                            |
| 2016 | Katarzyna Malinowska | Martyna Marciniak    | Joanna Skiermand Barbara Smok         | Helena Rojek-Osowska | Anna Ngasa-Tuka        | Magdalena Parda      | Milena Kołodziejczyk                 | –                                            |
| 2017 | Izabela Rostkowska   | –                    | Roksana Tomczyk                       | Marzena Marczewska   | Paulina Szulich        | Agnieszka Wronowicz  | Agnieszka Szpytma                    | –                                            |
| 2018 | Klaudia Drągowska    | –                    | Monika Zamożniewicz                   | Joanna Maciejewska   | Agnieszka Kozielska    | Danuta Stolorz       | Klaudia Drągowska                    | –                                            |
| 2019 | Iwona Mysera         |                      | Danuta Stolorz                        | Danuta Stolorz       | Danuta Dziedzic        | Karolina Gleinert    | Iwona Mysera oraz Monika Swendrowska |                                              |
| 2020 | Danuta Stolorz       |                      | Marta Skibińska                       | Katarzyna Szymkowiak | Marzena Nowotyńska     | Katarzyna Szymkowiak | Małgorzata Leduchowska               |                                              |
| 2021 | Marzena Podkówka     |                      | Daria Szczepańska                     | Klaudia Dziuk        | Aleksandra Wachełko    | Patrycja Kędzierska  | Klaudia Dziuk                        |                                              |

Dodatkowo w 2013 roku zorganizowany został poboczny konkurs Miss Holidays 2013 (również dla pań puszystych), w którym zwycięstwo odniosła Monika Kasprowicz.